# ナムカオ
ナムカオ(Naem khao)またはヤムナム(yam naem)は、ラオスで非常に有名なサラダであり、ヴィエンチャンの小さな港町Tha Deuaが発祥である 。
露店やレストラン、またポットラックパーティーやその他の祝い等で大皿で提供される。この料理は、タイ北部（イーサーン）のほか、イーサーン地方のラオス人がバンコクに仕事を求めて移住した結果、タイ全域に広がっている。また、ラオス人の移民に伴って西側諸国にも広がっている。アジアで最良のストリートフードにも選ばれている。

## 名称
ナムカオは、naem Thadeua、naem khao tod、yam naem khao thot、naem khluk等と訳される。また、Lao crispy rice salad、Lao fried rice ball salad等と翻訳される。

## 材料と作り方
ナムカオは、揚げたライスボール（球形のクロケットに似たもの）、ベトナム風発酵豚肉ソーセージの塊（ネーム）、刻んだラッカセイ、摩り下ろしたココナッツ、スキャリオン、ミント、コリアンダー、ライム果汁、魚醤、その他の材料から作る。伝統的に、新鮮なハーブと乾燥唐辛子をトッピングして、レタスの葉に包んで食べる。
炊いた米をレッドカレーペースト、砂糖、食塩、ココナッツで味付けし、固く握ったライスボールにして、卵にくぐらせ、サクサクになるまで揚げる。揚がったライスボールを崩して他の材料と混ぜてサラダにする。